# برگ اطلاعات ایمنی
برگ اطلاعات ایمنی (SDS)، برگ داده‌های ایمنی ماده (MSDS) یا برگ داده‌های ایمنی محصول (PSDS) بخشی بسیار مهم در نیکداری محصولات و در بهداشت حرفه‌ای و سلامت کارکنان و دیگر افراد است. بسته به ملیت، منبع محصول و الزامات تعریف شده برای هر منطقه جزئیات نمایه داده‌های ایمنی ماده با هم متفاوت است.
SDSها به تفصیل در کاتالوگ مواد شیمیایی، ترکیبات شیمیایی و مخلوط‌های شیمیایی توضیح داده می‌شوند. SDSها احتمالاً اطلاعاتی دربارهٔ دستور کار استفاده از ماده و خطرهای پیش رو در صورت عدم رعایت دستورها دربارهٔ محصول ارائه می‌کند. این دستورها ممکن است به بسته به شرکت تولیدکننده حتی در یک کشور با هم متفاوت باشند.